# Культурний контроль
Культу́рний контро́ль — у антропології контроль за допомогою переконань, вірувань та цінностей, глибоко вкорінених у розумі індивідів. Таким чином культурний контроль може розглядатись як внутрішній, розумовий контроль над вчинками на противагу соціальному контролю, що передбачає зовнішній вплив суспільства як інструменту пригнічення. Так, прикладами культурного контролю над індивідом, можуть бути мораль, релігія, забобони, внутрішні принципи, ідеологія тощо.